# Beppu (Ōita)
Beppu (別府市 Beppu-shi?) es una ciudad localizada en la prefectura de Ōita en la isla de Kyūshū, Japón. El 31 de enero de 2008, la ciudad tenía una población de 122.297 habitantes y una densidad de 977 por km². El área total es de 125.13 km².
Lugar conocido desde la antigüedad, adquiere la categoría de "municipio" el 1 de abril de 1924. Es muy famosa por los cientos de onsen (spas) que hay a lo largo de toda la ciudad. Es conocida popularmente como la capital de los onsen ya que posee el mayor volumen de agua caliente del mundo (aparte de Yellowstone en los Estados Unidos) y el mayor número de onsen en el país. Contiene nueve puntos calientes geotérmicos que son habitualmente llamados los "nueve infiernos de Beppu".

## Ciudades hermanadas
- Atami, Shizouka, Japón
- Jeju, Corea del Sur
- Mokpo, Corea del Sur
- Rotorua, Nueva Zelanda
- Yantai, China